# VfB Speldorf
Der VfB Speldorf ist ein Verein aus dem Stadtteil Speldorf der Stadt Mülheim an der Ruhr und ist seit Ende der 1970er Jahre der erfolgreichste Fußballverein der Stadt. Die Vereinsfarben sind Grün und Weiß.

## Geschichte
Der Verein wurde am 19. Januar 1919 als Nachfolger der vor dem Ersten Weltkrieg existierenden Vereine SC Preußen Speldorf und BV Rheinland Speldorf gegründet. In den Jahren 1935 und 1936 qualifizierte sich der VfB Speldorf jeweils als Meister der Bezirksklasse Niederrhein für die Aufstiegsrunde zur Gauliga Niederrhein, der damals höchsten Spielklasse, schaffte den Aufstieg jedoch nicht. Bedingt durch den Zweiten Weltkrieg fusionierte der Verein 1943 zunächst mit dem TSV Broich 85 und später mit dem Mülheimer SV 07 zur Kriegsspielgemeinschaft KSG Linksruhr.
Nach dem Zweiten Weltkrieg spielte der Verein zuerst 1945/46 in der Liga um die Bezirksmeisterschaft Rechter Niederrhein (damals höchste Spielklasse) und danach lange Zeit in der Amateurliga des Fußballverbandes Niederrhein. Dort wurde der Verein 1956 Meister und stieg in die 2. Oberliga West auf, im Jahr darauf jedoch postwendend wieder ab. Zudem nahm der Verein im Aufstiegsjahr an der Endrunde zur deutschen Amateurmeisterschaft teil, wo man erst im Finale mit 2:3 der Spvgg. 03 Neu-Isenburg unterlag.
In den 1960er und 1970er Jahren stieg der VfB Speldorf mehrfach bis in die Niederungen der Bezirksklasse ab. Nach mehreren Aufstiegen spielte man 1983/84 in der Oberliga Nordrhein. Nach dem zwischenzeitlichen Abstieg bis in die Landesliga gelang dem VfB Speldorf in der Saison 2004/05 als Meister der Verbandsliga der erneute Aufstieg in die Oberliga Nordrhein. In den zwei darauf folgenden Jahren wurde jeweils der Klassenerhalt in der Oberliga geschafft, zum Ende der Saison 2007/08 stieg der VfB Speldorf jedoch wieder in die Niederrheinliga ab.
In der Saison 2008/09 gewann der Verein die Meisterschaft in der Niederrheinliga und spielte danach in der mittlerweile wieder aufgelösten NRW-Liga. Am 27. Mai 2009 gewann der VfB durch einen 3:2-Sieg im Finale gegen Rot-Weiss Essen in deren Georg-Melches-Stadion den Niederrheinpokal und war damit für den DFB-Pokal 2009/10 qualifiziert. Dort traf man in der ersten Hauptrunde auf den benachbarten Zweitligisten Rot-Weiß Oberhausen und schied nach einer 0:3-Niederlage aus dem Wettbewerb aus. Das Spiel fand aus Sicherheits- und Kapazitätsgründen in der Duisburger MSV-Arena statt. Später kam heraus, dass diese Begegnung in den Wettskandal verwickelt gewesen sei.
Drei Jahre spielten die Mülheimer in der NRW-Liga, weitere zwei nach der Umstrukturierung in der Oberliga Niederrhein. Am Ende der Saison 2013/2014 stieg Speldorf in die Landesliga ab. Zur Spielzeit 2016/2017 verpflichtete der Verein den ehemaligen Profi Christian Mikolajczak als Spielertrainer. Gleich in seiner ersten Saison führte er den VfB Speldorf zum Aufstieg. In der Saison 2017/2018 hielten die Mülheimer als Zwölfter souverän die Klasse. Nach internen Querelen trat Mikolajczak im Dezember 2018 zurück. Seinem Nachfolger, dem Japaner Ryoji Ishikawa, gelang mit einer vollkommen neuen Mannschaft nur ein einziger Sieg in der Rückrunde, wodurch die Mülheimer wieder in die Landesliga abstiegen.
Unter dem neuen Trainer Olaf Rehmann drohte den Mülheimern der Absturz in die Bezirksliga. Im Februar musste der Coach gehen und wurde durch den früheren Torjäger Dirk Roenz ersetzt. Er bekam aber nur drei Spiele, ehe die Saison aufgrund der Corona-Pandemie abgebrochen wurde. Auch unter ihm rutschte der VfB in den ersten Saisonspielen in die Abstiegszone ab, so dass Roenz im Oktober 2020 zurücktrat. Sein Nachfolger Julien Schneider konnte aufgrund der Annullierung erst zur Spielzeit 2021/22 seine Arbeit aufnehmen, am Ende der Saison stieg der VfB Speldorf in die Bezirksliga ab. Nach dem 25. Spieltag der Saison 2022/23 wurde Schneider beurlaubt, sein Team war zu der Zeit zwar Tabellenführer, von einem Neun-Punkte-Vorsprung nach der Hinrunde waren aber nur noch drei Zähler übrig geblieben. Unter dem Trainerduo Kai Timm und Oliver Röder gelang zum Saisonende der direkte Wiederaufstieg in die Landesliga. 
Die erste Halbserie nach der Landesliga-Rückkehr bestritt der VfB unter Trainer Bartosz Maslon, von dem sich die Speldorfer schon im Dezember wieder trennten. Vorgänger Julien Schneider kam zurück und beendete die Saison auf Rang sieben. Nach einer schwachen Hinrunde und dem Absturz auf einen Abstiegsplatz rat Schneider zurück und wurde durch Dimitri Steininger ersetzt.
Der VfB Speldorf gehört dem Kreis Duisburg/Mülheim/Dinslaken des Fußballverbandes Niederrhein an. Die zweite Mannschaft des VfB spielt aktuell in der Kreisliga B.

## Erfolge
- Meister der Bezirksklasse Niederrhein: 1934, 1935, 2023
- Meister der Niederrheinliga: 1956, 2005, 2009
- Deutscher Vizeamateurmeister: 1956
- Meister der Landesliga Niederrhein: 1969, 1996
- Niederrheinpokalsieger und Teilnahme am DFB-Pokal: 2009

## Stadion
Die Heimspiele des VfB Speldorf wurden bis zum Ende der Saison 2009/10 im Stadion am Blötter Weg ausgetragen, das 2500 Zuschauern Platz bot. Auf der Platzanlage befand sich auch das Vereinsheim des VfB. Das Stadion ist mittlerweile abgerissen und in ein Wohngebiet verwandelt worden. Zur Saison 2010/11 zog der Verein in eine neue Spielstätte an der Saarner Straße, wo ein Kunstrasenplatz, ein Vereinsheim und eine entsprechende Infrastruktur errichtet wurden. Als Motivation für den Umzug wurde die mangelhafte Infrastruktur rund um das Stadion am Blötter Weg angeführt. Des Weiteren wurde das Stadion am Blötter Weg als nicht tauglich für die NRW-Liga klassifiziert, in der Saison 2009/10 spielte man dort lediglich mit einer Sondergenehmigung.
Zwischen 2010/11 und 2013/14 trug der Verein seine Heimspiele im städtischen Ruhrstadion aus. Das Ruhrstadion, in dem in den 1970er Jahren der 1. FC Mülheim seine Spiele in der zweiten Bundesliga bestritt, fasste zu dieser Zeit ca. 5000 Zuschauer. Das Stadion wurde zur Saison 2010/11 umfangreich modernisiert (Kunstrasen, Sicherheit, Flutlicht, Beschallung, Fan-Trennung).
In der Saison 2014/2015, nach dem Abstieg aus der Oberliga, trug der VfB testweise auch Heimspiele auf der eigenen Platzanlage an der Saarner Straße aus, welche im Heimatstadtteil Speldorf liegt. Zugelassen sind ca. 500 Zuschauer. Mittlerweile spielen die Speldorfer wieder durchgehend auf der Platzanlage an der Saarner Straße.

## Fans
Mit dem Aufstieg in die Oberliga im Jahr 2005 hatte sich im Umfeld des VfB Speldorf eine organisierte Fanszene gebildet. Die meisten Fans des VfB Speldorf kommen aus dem Stadtgebiet von Mülheim an der Ruhr und sind eigentlich Anhänger höherklassiger Traditionsvereine. Gleichzeitig unterstützen sie aber auch den VfB als Verein ihrer Stadt.
Nach dem Umzug vom Stadion am Blötter Weg ins Ruhrstadion hatte der VfB nicht nur mit starken Zuschauereinbrüchen, sondern auch mit vermehrten Ausschreitungen zu kämpfen. Der Verein verhängte seinerzeit mehrere Stadionverbote. Schon im Ruhrstadion und spätestens mit der Rückkehr an die Saarner Straße nach dem Abstieg in die Landesliga 2014 starb die aktive Fanszene der Speldorfer weitestgehend aus. Allerdings hat der VfB immer noch einen Stamm von Zuschauern, die ihn auch bei Auswärtsspielen unterstützt.

## Jugend
Die Jugendabteilung trägt den Fußballbetrieb an der Sportanlage Saarner Straße aus, welche ein Groß- und ein Kleinspielfeld aus Kunstrasen sowie zwei Sprunggruben und ein Vereinsheim mit Gaststätte beherbergt.
2012 trug der Verein zum ersten Mal ein "internationales U11 Turnier" aus, an dem die Jugendmannschaften vom FC Schalke 04, Bayer 04 Leverkusen, Borussia Dortmund, Hannover 96 und Eintracht Frankfurt sowie von Bohemians 1905 Prag, Djurgårdens IF, HJK Helsinki, Vitesse Arnheim und FC Twente Enschede teilnahmen. Gewinner des Turniers wurde der Hallescher FC vor der Jugendmannschaft des MSV Duisburg. Am ersten Oktoberwochenende 2013 fand die zweite Ausgabe statt, bei dem sich Rot-Weiss Essen gegen den FC Schalke 04 durchsetzen konnte.
Bei der Erstteilnahme des FC Bayern München 2014 gewann Borussia Dortmund das Turnier gegen den dänischen Klub Kolding IF. Dritter wurde Bayer 04 Leverkusen vor dem FC Schalke 04. Damit waren zum ersten Mal die vier Jugendmannschaften der deutschen Champions-League-Vertreter anwesend. 2015 gewann der 1. FC Köln, 2016 Bayer Leverkusen, 2017 Mainz 05, 2018 Borussia Mönchengladbach und 2019 Eintracht Frankfurt. Nach der coronabedingten Pause gewann 2022 der MSV Duisburg und 2023 mit dem KV Mechelen erstmals eine ausländische Mannschaft.

## Persönlichkeiten
- Ercan Aydogmus, Drittligaspieler für Fortuna Köln, spielte Januar 2020 bis Sommer 2022 das noch im Alter bis 42.
- Michael Blum, für den Karlsruher SC und Hansa Rostock in der 2. Bundesliga aktiv, spielte 2007/2008 ein Jahr für Speldorf
- Hans-Günter Bruns, ehemaliger Bundesligaspieler von Borussia Mönchengladbach, trainierte den VfB in den Achtzigerjahren
- Fritz Buchloh, WM-Teilnehmer 1934 und 1938 sowie Olympiateilnehmer 1936, er bestritt 17 A-Länderspiele und ist Rekordspieler des WFV mit 25 Einsätzen.
- Stefan Chmielewski, Zweitligaspieler bei Rot-Weiss Essen, U18-Nationalspieler, spielte in der Jugend für den VfB
- Torsten Chmielewski, Bundesligaspieler für Bayer Uerdingen, U21-Nationalspieler, spielte in der Jugend für den VfB
- Detmar Cramer, bekannt als Fifa-Trainer und Erfolgscoach von Bayern München, war in den 1950er Jahren vorübergehend verantwortlich für die Trainerarbeit am Blötter Weg
- Peter Fenten, Bundesligaspieler beim MSV Duisburg, in der Jugend beim VfB
- René Gottwald, Zweitligaspieler bei Hansa Rostock, von 2001 bis 2003 beim VfB aktiv
- Willi Hausmann wurde einmal von Sepp Herberger in einem inoffiziellen B-Länderspiel eingesetzt und gehörte zur Auswahlmannschaft des Niederrheins, die 1951 den Länderpokal gewann.
- Michael Klauß, Bundesligaspieler für Bayer Uerdingen und den VfL Bochum, von 2003 bis 2009 sportlicher Leiter des VfB
- Theo Klöckner bestritt 2 A-Länderspiele und 1 B-Länderspiel. Er war Deutscher Meister mit Werder Bremen 1965 und Deutscher Pokalsieger mit Schwarz-Weiß Essen 1959
- Peter Kunkel, zehn Jahre Zweitligaspieler für Wattenscheid 09, 2009–11 Trainer des VfB
- Frank Kurth, ehemals Torwart von Rot-Weiss Essen und Fortuna Düsseldorf, 2002–04 Trainer des VfB
- Ernst Kuzorra, Schalker Fußball-Legende, betreute den VfB Ende der 1940er Jahre kurzfristig als Trainer
- Christian Mikolajczak, Vizemeister und Pokalsieger mit Schalke, bei mehreren Zweit- und Drittligisten aktiv, führte den VfB als Trainer 2017 in die Oberliga.
- Ingo Pickenäcker, Bundesligaspieler bei Borussia M’gladbach und dem VfL Bochum, spielte 40-jährig noch eine Saison für den VfB und war anschließend mehrere Jahre lang als Sportmanager des Vereins tätig.
- Marcel Podszus, Bundesligaspieler bei Borussia M’gladbach, spielte 2012 einmal für den VfB
- Lothar Prehn, Bundesligaspieler bei Bayer Uerdingen
- Thomas Pröpper, spielte für den Wuppertaler SV und Hannover 96 in der 2. Bundesliga, ließ beim VfB seine Karriere ausklingen
- Dirk Pusch, Zweitligaspieler für Rot-Weiss Essen und den Wuppertaler SV, 1998 bis 2002 VfB-Trainer
- Paul Rusch, 1949 bis 1970 Vorsitzender des Verbands Berliner Ballspielvereine, begann seine Spielerlaufbahn beim VfB
- Günter Schlipper, Bundesligaspieler für den 1. FC Köln und Schalke 04, spielte 1985/86 eine Saison beim VfB
- Thorsten Schmugge, Zweitligaspieler für den Wuppertaler SV, 1. FC Saarbrücken, VfL Bochum und Wattenscheid 09, ließ seine Karriere beim VfB ausklingen
- Werner Schneider agierte in den 1980er Jahren nach seiner Bundesligazeit bei Borussia Dortmund und dem MSV Duisburg als Spielertrainer beim VfB
- Rudi Seliger spielte in der Oberligaspielzeit 1983/84 beim VfB Speldorf. Der Fußballnationalspieler ließ nach dem Ende seiner Profilaufbahn beim MSV Duisburg sein Fußballer-Leben beim VfB ausklingen.
- Hans Walitza wurde dreimal in der U-23 Nationalmannschaft eingesetzt und galt als einer der besten Torjäger der 70er Jahre

## Platzierungen seit 1979/80
| Saison  | Liga                             | Platz | Tore  | Punkte | Auf-/Abstieg |
| ------- | -------------------------------- | ----- | ----- | ------ | ------------ |
| 1978/79 | Bezirksliga Niederrhein Gruppe 7 | 1.    | 61:19 | 41-15  | Aufstieg     |
| 1979/80 | Landesliga Niederrhein Gruppe 1  | 1.    | 54:18 | 46-14  | Aufstieg     |
| 1980/81 | Verbandsliga Niederrhein         | 10.   | 37:36 | 28-32  |              |
| 1981/82 | Verbandsliga Niederrhein         | 11.   | 40:49 | 28-32  |              |
| 1982/83 | Verbandsliga Niederrhein         | 2.    | 50:35 | 36-24  | Aufstieg     |
| 1983/84 | Oberliga Nordrhein               | 17.   | 22:60 | 13-51  | Abstieg      |
| 1984/85 | Verbandsliga Niederrhein         | 7.    | 48:50 | 35-29  |              |
| 1985/86 | Verbandsliga Niederrhein         | 3.    | 66:37 | 46-22  |              |
| 1986/87 | Verbandsliga Niederrhein         | 6.    | 59:44 | 35-25  |              |
| 1987/88 | Verbandsliga Niederrhein         | 10.   | 47:52 | 27-29  |              |
| 1988/89 | Verbandsliga Niederrhein         | 14.   | 38:61 | 20-40  | Abstieg      |
| 1989/90 | Landesliga Niederrhein Gruppe 1  | 3.    | 64:39 | 40-20  |              |
| 1990/91 | Landesliga Niederrhein Gruppe 3  | 6.    | 45:50 | 31-29  |              |
| 1991/92 | Landesliga Niederrhein Gruppe 3  | 2.    | 53:33 | 41-19  |              |
| 1992/93 | Landesliga Niederrhein Gruppe 3  | 5.    | 54:39 | 32-28  |              |
| 1993/94 | Landesliga Niederrhein Gruppe 3  | 7.    | 55:52 | 36-32  |              |
| 1994/95 | Landesliga Niederrhein Gruppe 3  | 2.    | 94:25 | 46-14  |              |
| 1995/96 | Landesliga Niederrhein Gruppe 3  | 1.    | 77:29 | 69     | Aufstieg     |
| 1996/97 | Verbandsliga Niederrhein         | 9.    | 49:72 | 40     |              |
| 1997/98 | Verbandsliga Niederrhein         | 14.   | 47:58 | 30     |              |
| 1998/99 | Verbandsliga Niederrhein         | 10.   | 38:38 | 38     |              |
| 1999/00 | Verbandsliga Niederrhein         | 5.    | 50:44 | 53     |              |
| 2000/01 | Verbandsliga Niederrhein         | 3.    | 65:37 | 50     |              |

| Saison  | Liga                             | Platz              | Tore               | Punkte             | Auf-/Abstieg       |
| ------- | -------------------------------- | ------------------ | ------------------ | ------------------ | ------------------ |
| 2001/02 | Verbandsliga Niederrhein         | 4.                 | 56:42              | 48                 |                    |
| 2002/03 | Verbandsliga Niederrhein         | 4.                 | 71:36              | 49                 |                    |
| 2003/04 | Verbandsliga Niederrhein         | 8.                 | 63:44              | 46                 |                    |
| 2004/05 | Verbandsliga Niederrhein         | 1.                 | 70:26              | 63                 | Aufstieg           |
| 2005/06 | Oberliga Nordrhein               | 12.                | 41:49              | 37                 |                    |
| 2006/07 | Oberliga Nordrhein               | 14.                | 40:47              | 42                 |                    |
| 2007/08 | Oberliga Nordrhein               | 16.                | 42:69              | 30                 | Abstieg            |
| 2008/09 | Niederrheinliga                  | 1.                 | 69:25              | 79                 | Aufstieg           |
| 2009/10 | NRW-Liga                         | 8.                 | 47:46              | 51                 |                    |
| 2010/11 | NRW-Liga                         | 9.                 | 49:46              | 42                 |                    |
| 2011/12 | NRW-Liga                         | 14.                | 53:77              | 34                 | Liga aufgelöst     |
| 2012/13 | Oberliga Niederrhein             | 11.                | 71:77              | 51                 |                    |
| 2013/14 | Oberliga Niederrhein             | 18.                | 41:87              | 26                 | Abstieg            |
| 2014/15 | Landesliga Niederrhein Gruppe 3  | 8.                 | 55:47              | 38                 |                    |
| 2015/16 | Landesliga Niederrhein Gruppe 2  | 13.                | 75:71              | 40                 |                    |
| 2016/17 | Landesliga Niederrhein Gruppe 2  | 2.                 | 88:39              | 71                 | Aufstieg           |
| 2017/18 | Oberliga Niederrhein             | 12.                | 64:67              | 47                 |                    |
| 2018/19 | Oberliga Niederrhein             | 17.                | 48:87              | 26                 | Abstieg            |
| 2019/20 | Landesliga Niederrhein Gruppe 1  | Saison abgebrochen | Saison abgebrochen | Saison abgebrochen | Saison abgebrochen |
| 2020/21 | Landesliga Niederrhein Gruppe 3  | Saison abgebrochen | Saison abgebrochen | Saison abgebrochen | Saison abgebrochen |
| 2021/22 | Landesliga Niederrhein Gruppe 3  | 11.                | 51:58              | 33                 | Abstieg            |
| 2022/23 | Bezirksliga Niederrhein Gruppe 5 | 1.                 | 127:38             | 72                 | Aufstieg           |
| 2023/24 | Landesliga Niederrhein Gruppe 2  | 7.                 | 75:65              | 55                 |                    |